# 크리스티안 베탕코우르트
크리스티안 가브리엘 베탕코우르트 루이스(스페인어: Christian Gabriel Bethancourt Ruiz, 1991년 9월 2일 ~ )는 전  파나마의 야구 선수(포수, 내야수, 외야수)이다. KBO 등록명은 '베탄코트'이다.

## 미국 프로야구 시절
2013년에 애틀랜타 브레이브스에 입단하였다.

## 한국 프로야구 시절

### NC 다이노스시절
2019년에 재비어 스크러그스를 대체할 외국인 야수로 영입되었다. 2019년 시즌 1호 홈런이자 창원NC파크 개장 첫 홈런을 기록했다. 그러나 극심한 부진에 빠지며 2군에 내려간 후 2019년 7월에 방출됐다. 그의 대체 선수로는 제이크 스몰린스키가 영입됐다.

## 미국 프로야구 복귀
2020년에 필라델피아 필리스와 마이너 계악을 하였다.

## 국가대표 경력
- 2023년 WBC